# Donnafugata vasútállomás
Donnafugata vasútállomás egy vasútállomás Olaszországban, Szicília régióban, Ragusa megyében, Donnafugata településen. Forgalma alapján az olasz vasútállomás-kategóriák közül a bronz kategóriába tartozik.

## Vasútvonalak
Az állomást az alábbi vasútvonalak érintik:
- Caltanissetta Xirbi-Gela-Siracusa-vasútvonal